# Arrival Heights
Arrival Heights sont des hauteurs s'étendant du nord-est au sud-ouest le long du côté ouest de la péninsule de Hut Point dans l'île de Ross, en Antarctique.
Elles ont été découvertes et nommées par l'expédition Discovery (1901-1904), dirigée par Robert Falcon Scott. Le nom suggère l'arrivée de l'expédition à son quartier général d'hiver situé à proximité.

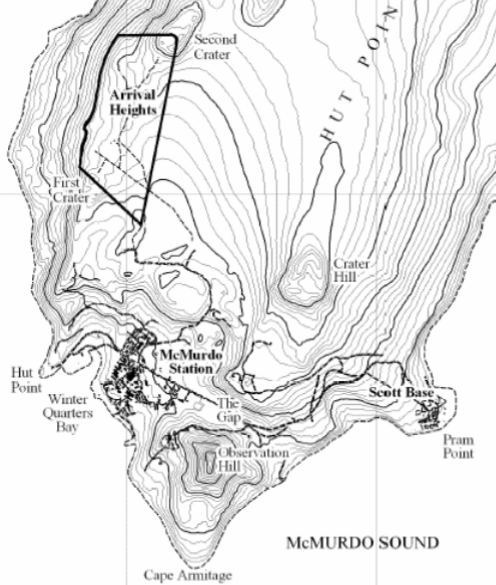
Arrival Heights sur une carte de la péninsule de Hut Point.